# Couteau de table
Un couteau de table est un couvert de table permettant aux convives d'apprêter une dernière fois, en les tranchant à leur convenance, certains mets ou certains de leurs ingrédients.

## Histoire
Dès l'époque paléolithique, l'homme utilise un couteau de pierre porté continuellement à la ceinture pour dépecer ses proies. Par la suite, les personnages de haut rang (nobles, prêtres) utilisent des couteaux différents pour la guerre, les sacrifices, la chasse ou la table. Durant le Moyen Âge, le couteau avait la pointe aiguisée, à l'instar des couteaux à viande actuels : il s'agissait le plus souvent de poignards de chasse utilisés pour harponner les morceaux de viande qui étaient ensuite amenés à la bouche avec la main ou avec l'aide d'une cuillère (la fourchette, introduite à la cour de France par Catherine de Médicis au XVIe siècle, n'est réellement diffusée en Europe qu'à l'époque moderne). Ces couteaux personnels étaient alors polyvalents (pour manger, se défendre, etc.).
Le couteau de table moderne à bout émoussé ou arrondi est traditionnellement attribué au Cardinal de Richelieu qui, lassé de voir les mauvaises manières de ses convives qui se curaient les dents avec la pointe du couteau, ordonne à son maître d'hôtel le 13 mai 1610 (ou 13 mai 1637 : la date est incertaine car il s'agit d'une anecdote apocryphe reprise par des livres d'histoire des arts de la table) de limer la pointe de ces ustensiles. Une autre anecdote précise que le cardinal raffiné prend un édit à cet effet afin d'empêcher le puissant chancelier Séguier de garder cette mauvaise manie de se curer les dents sans pour autant le froisser. Cette mode (ou cet édit) est adoptée par les Français à la fin du XVIIe siècle, favorisée par Louis XIV qui voyait dans ce couvert de table un raffinement faisant partie de l'étiquette et un moyen d'éliminer le couteau pointu dangereux pour sa sécurité. Il fut dès lors très vite introduit dans des différentes cours européennes et les colonies américaines,,.

## Caractéristique

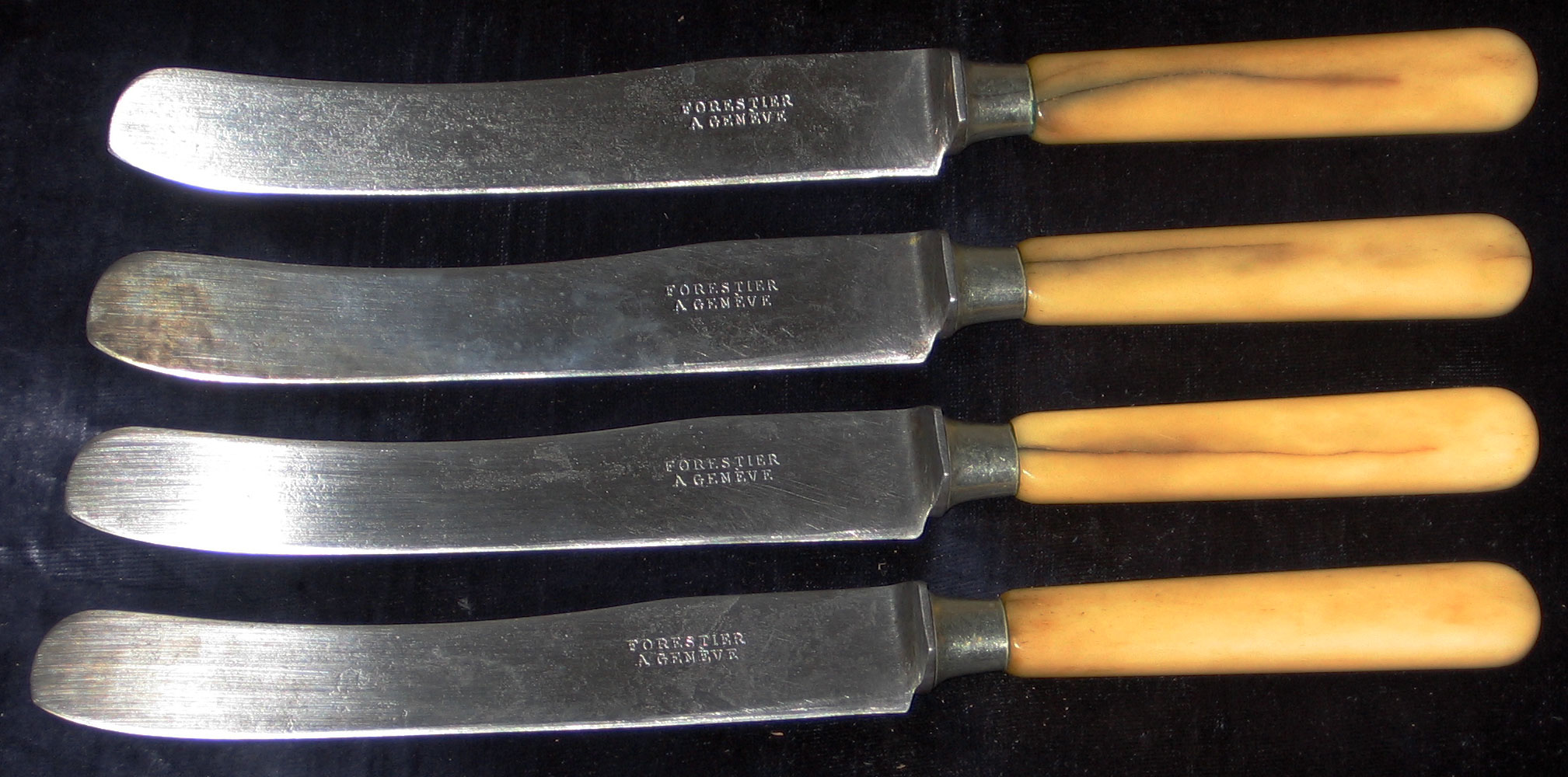
Couteaux de table avec manche en os ou en ivoire.

Les couteaux de table sont en général modérément tranchants, étant destinés à ne couper que de la nourriture déjà cuisinée ou des aliments d'une texture courante. Souvent en acier inoxydable, depuis que ce métal existe ; d'usage et manipulation quotidiens, leur facture est souvent marquée d'un raffinement mesuré dans la forme et travail de la lame ou du manche, qu'il soit en os, bois ou ivoire.

## Usage
En cours de repas, les couteaux de table pouvant rester chargés de sauce et de fragments du mets, chaque convive peut le reposer en plaçant la lame sur un petit support empêchant son contact avec la table ou la nappe qui la recouvre et maintenant le couteau bien horizontalement.
Comme tout couvert, l'usage du couteau de table est traditionnellement marqué par les mœurs du milieu et de la culture que partagent les convives : il ne doit être utilisé que dans les cas prévus et d'une des façons admises comme bonnes.

## Liste
- Couteau à beurre
- Couteau à dessert
- Couteau à poisson
- Couteau à steak
- Tartineur ou couteau à tartiner
- Tartineur à caviar